# Berlińska Akademia Budownictwa
Berlińska Akademia Budownictwa (niem. Berliner Bauakademie) – uczelnia techniczna, funkcjonująca w Berlinie w latach 1799–1879. Jest znana ze swojej ostatniej siedziby, budynku zbudowanego w latach 1832–1836 według projektu będącego wcześniej studentem akademii architekta Karla Friedricha Schinkla. Budynek ten, zwany od nazwiska jego twórcy Schinkelsche Bauakademie uchodził za bardzo nowoczesny i innowacyjny. Po likwidacji Berlińskiej Akademii Budownictwa mieścił liczne instytucje naukowe. W czasie II wojny światowej doznał dotkliwych zniszczeń, zaś w latach 1961–1962 został rozebrany z polecenia władz NRD. Od czasu zjednoczenia Niemiec planowana jest jego odbudowa.

## Historia i funkcjonowanie
Berlińska Akademia Budownictwa została utworzona na mocy dekretu pruskiego króla Fryderyka Wilhelma III z 18 marca 1799 roku. Następnie, 13 kwietnia tego roku zostały podpisane zasady zarządzania i finansowania akademii, z kolei osiem dni później, minister Friedrich Anton von Heynitz wydał komunikat prasowy z nazwiskami nowo mianowanych członków dyrekcji Królewskiej Akademii Budownictwa. Komunikat ten został opublikowany na głównej stronie gazety „Vossische Zeitung”, a wśród członków dyrekcji znaleźli się m.in. dotychczasowy dyrektor Wydziału Architektury Akademii Sztuk (niem. Akademie der Künste) Friedrich Becherer, a także David Gilly, Johann Albert Eytelwein oraz Heinrich Karl Riedel.
Celem utworzenia tej instytucji było kształcenie efektywnych i wydajnych budowniczych oraz ekspertów budowlanych, specjalizujących się w kameralnym budownictwie. Chciano przy tym położyć większy nacisk na kształcenie przyszłych specjalistów budowlanych, tak, aby ci skupiali się nie na wznoszeniu wspaniałych estetycznie gmachów, lecz na budowaniu dobrych pod kątem jakości wykonania budynków mieszkalnych i użyteczności publicznej. W 1802 roku król tak określił cel istnienia akademii: „Nigdy nie należy zapominać, że w akademii powinni być kształceni specjaliści-praktycy, a nie przyszli profesorowie”.
Kształcenie praktyczne w uczelni można było rozpocząć po ukończeniu 15. roku życia, jednakże zajęcia z rysunku technicznego były dostępne już od 12. roku życia. Studenci uczelni mieli również do wyboru zajęcia dodatkowe, z zakresu czytelnego charakteru pisma, eseistyki, podstaw języka łacińskiego i francuskiego oraz konwencjonalnej arytmetyki. Każdego roku odbywały się otwarte egzaminy i testy umiejętności, które były zaliczane bez specjalnego systemu oceniania. Wykształcenie budowniczego trwało w akademii 2,5 roku, natomiast geodetą można było zostać po 1,5 rocznych studiach. Ci, którzy zdecydowali się na kształcenie na obydwu tych kierunkach jednocześnie, byli studentami uczelni przez 4 lata. Zajęcia trwały w godzinach od 8.00 do 16.00, włączając w to soboty. Tradycyjna liczba godzin zajęć w akademii wynosiła w miesiącach zimowych 14, a w miesiącach letnich 7. Natomiast 21 godzin w tygodniu obejmowały zajęcia z architektury i rysunku technicznego.
Nie jest znana dokładna liczba studentów w pierwszym roku istnienia akademii – w literaturze można spotkać wzmianki o tym, że w 1800 roku na uczelni było 10 studentów płacących czesne i niektórzy niepłacący. W latach 1801–1804 w odbywających się w miesiącach letnich zajęciach, brało udział średnio od 50 do 60 słuchaczy, z kolei w miesiącach zimowych dwa razy tyle. Wśród pierwszych studentów Berliner Bauakademie był późniejszy słynny architekt Karl Friedrich Schinkel. Do innych najbardziej znanych studentów uczelni można zaliczyć także Reinholda Begasa, Ludwiga Hoffmanna i Gustava Lilienthala.
Po 1810 roku Akademia Budownictwa została powiązana z Akademią Sztuki swoistą unią personalną. Dyrektorami dwóch uczelni jednocześnie byli wtedy malarz Johann Christoph Frisch (w latach 1809–1815) i rzeźbiarz Johann Gottfried Schadow (w latach 1816–1824). W 1823 roku nastąpiło rozdzielenie obydwu akademii, natomiast niedługo później zaczęto odnotowywać spadek liczby studentów Berliner Bauakademie – liczba słuchaczy z 99 w latach 1831–1832, skurczyła się do 43 w latach 1844–1845. W tamtym okresie funkcję dyrektora uczelni sprawował Christian Peter Wilhelm Beuth. Jego sposób zarządzania instytucją, oparty na 23-letnim doświadczenie na stanowisku dyrektora Akademii Handlowej, szybko spotkał się z dużą krytyką. Po rezygnacji Beutha ze stanowiska, rządy na uczelni przejął Adolf von Pommer Esche. Za jego kadencji odnotowywano po 1848 roku systematyczny wzrost liczby słuchaczy. W latach 1876–1877 liczba ta sięgnęła 1085 studentów, co jest najlepszym wynikiem w historii uczelni.
1 kwietnia 1879 roku doszło do połączenia Berlińskiej Akademii Budownictwa z Berlińskim Instytutem Przemysłu (niem. Gewerbeinstitut Berlin), w wyniku którego powstała Królewska Wyższa Szkoła Techniczna Charlottenburg (niem. Königlich Technische Hochschule Charlottenburg), przemianowana 9 kwietnia 1946 roku na Berliński Uniwersytet Techniczny (niem. Technische Universität Berlin).

## Lokalizacja

### Pierwsze siedziby

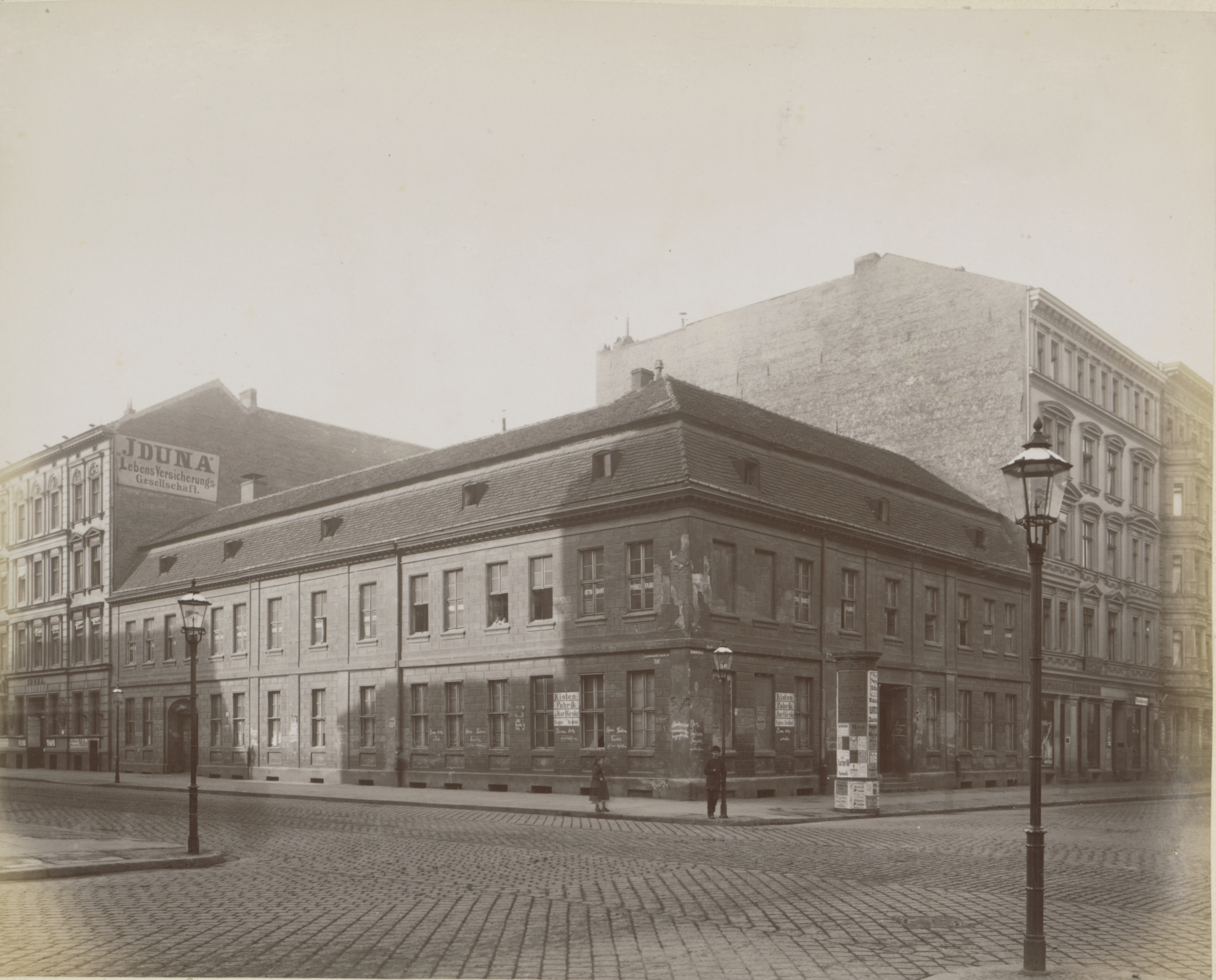
Thielsches Haus w 1887 roku

Po tymczasowym zakwaterowaniu w budynku obok Hotelu Stadt Rom przy Unter den Linden, Akademia Budownictwa nabyła w 1800 roku od Generaldirektorium drugie i trzecie piętro w przebudowanym budynku mennicy na Werderscher Markt. W 1806 roku uczelnia przeniosła się do budynku Thielsches Haus, znajdującego się na rogu ulic Zimmerstraße i Charlottenstraße.

### Budynek Schinkelsche Bauakademie

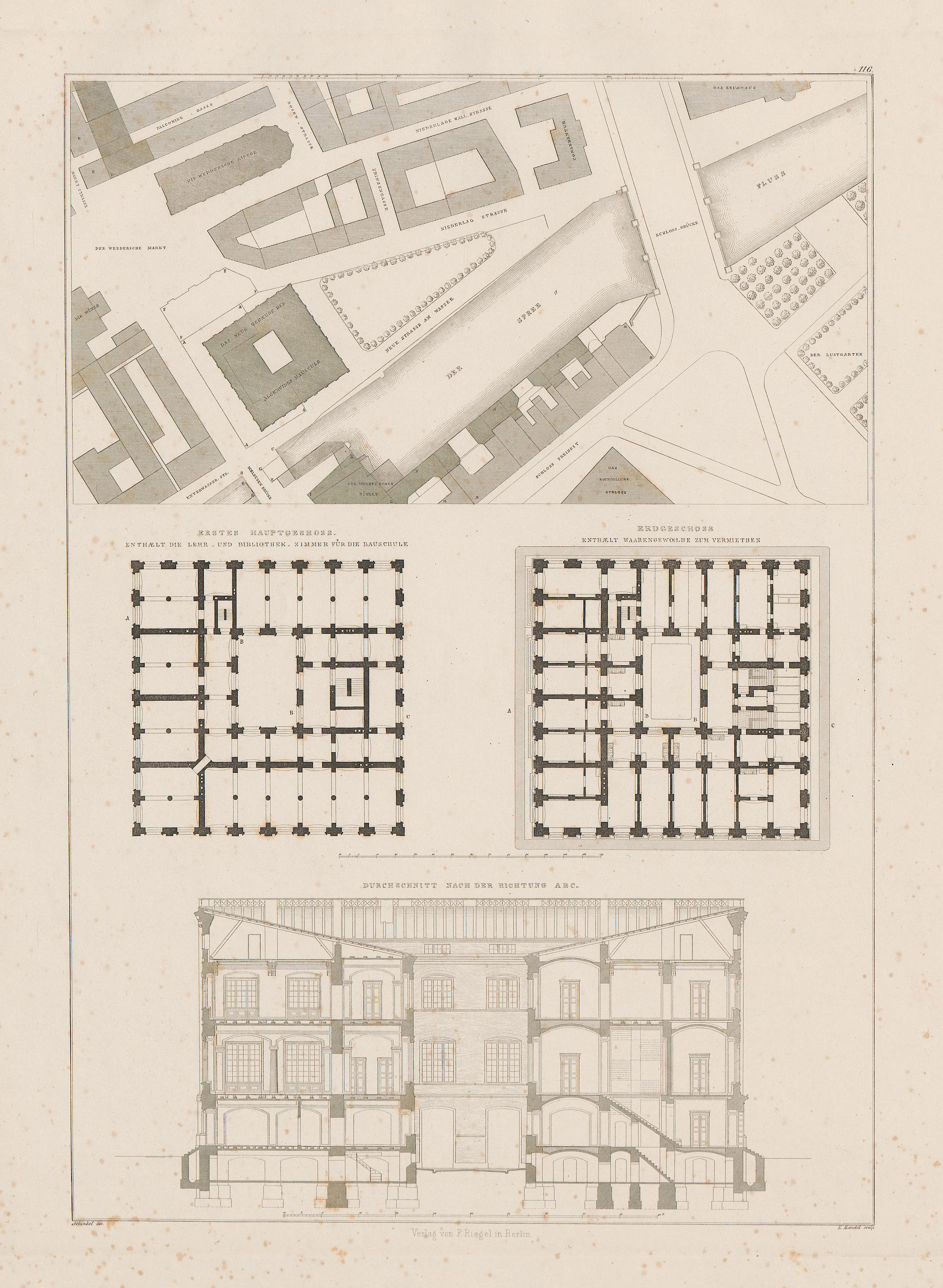
Plan sytuacyjny, rzuty poziome kondygnacji i boczny przekrój budynku autorstwa Karla Friedricha Schinkla, pochodzący z publikacji Sammlungs Architektonischer Entwürfe 1819–1840

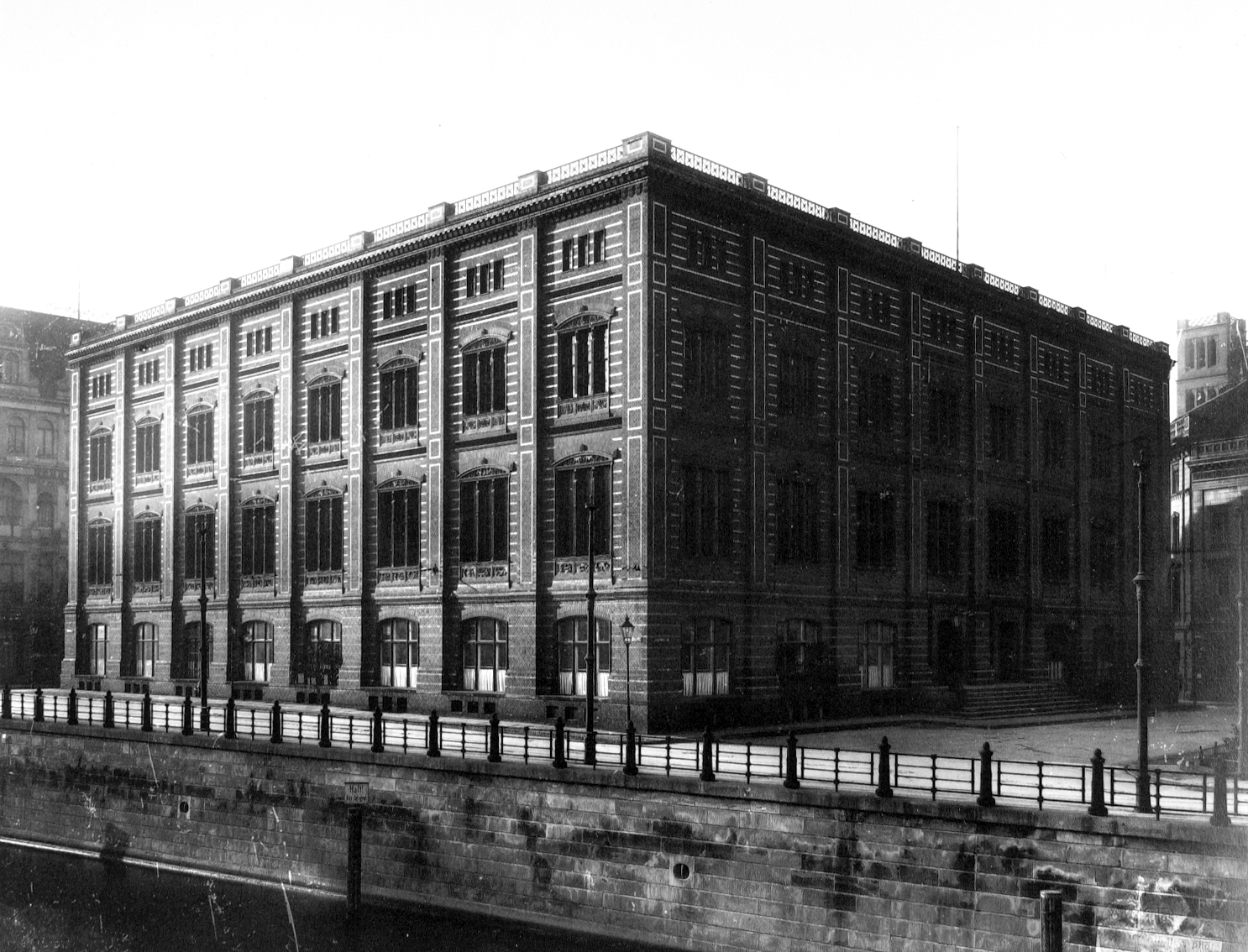
Budynek akademii w 1905 roku

W latach 1832–1836 wybudowano na terenie między kościołem Friedrichswerder, a odnogą Sprewy budynek zaprojektowany przez związanego z Akademią Budownictwa architekta Karla Friedricha Schinkla. Od jego nazwiska pochodzi nazwa budynku – Schinkelsche Bauakademie. Wzniesiony na planie kwadratu gmach posiadał cztery kondygnacje. Jego fasady były wykonane z czerwonych, nietynkowanych cegieł i ozdobione stworzonymi z terakoty reliefami, przedstawiającymi różne odniesienia do tematów związanych z budownictwem i architekturą. Po wybudowaniu budynek uchodził za bardzo nowoczesny i innowacyjny pod kątem zastosowanych rozwiązań technicznych. W 1837 roku po północnej stronie budynku utworzono pod kierownictwem Petera Josepha Lennégo trójkątny plac, który w 1869 roku został nazwany Schinkelplatz.
Berlińska Akademia Budownictwa zajmowała w budynku pierwsze i drugie piętro z wykorzystaniem ich na pomieszczenia dydaktyczne i biblioteczne. Piętra te akademia współdzieliła z Państwową Komisją Budowlaną (niem. Oberbaudeputation). Ponadto na drugim piętrze ulokowane były też mieszkania służbowe. Ostatnie piętro zajmowało archiwum z dokumentami, natomiast na parterze mieściło się do 1886 roku dwanaście sklepów, oferujących wysokiej jakości towary i usługi m.in. wyroby porcelanowe z królewskiej manufaktury i dzieła jubilerskie.
W latach 1844–1873 w budynku działało też muzeum Schinkelmuseum, poświęcone zmarłemu w 1841 roku Karlowi Friedrichowi Schinklowi. W 1884 roku gmach przestał być siedzibą uczelni technicznej – świeżo utworzona Królewska Wyższa Szkoła Techniczna Charlottenburg (późniejszy Berliński Uniwersytet Techniczny) została przeniesiona do nowego gmachu, wybudowanego w latach 1878–1884. Między 1885 a 1933 rokiem budynek był siedzibą Królewskiego Pruskiego Instytutu Pomiarowego (niem. Königlich Preußischen Messbild-Anstalt), z kolei w późniejszych latach jego pomieszczenia były wykorzystywane przez Uniwersytecki Instytut Meteorologiczny (niem. Meteorologisches Institut der Universität) i Niemiecką Wyższą Szkołę Nauk Politycznych (niem. Deutsche Hochschule für Politik).
Podczas II wojny światowej, w 1945 roku budynek Schinkelsche Bauakademie został znacznie zniszczony. Po zakończeniu konfliktu, w latach 1945–1948 uprzątnięto zrujnowane części budynku, a jego wnętrza prowizorycznie odgruzowano. 5 lutego 1949 roku Sowiecka Administracja Wojskowa w Niemczech przekazała Schinkelsche Bauakademie w zarząd powierniczy magistratowi Berlina. W 1951 roku władze Berlina zdecydowały o odbudowaniu gmachu i ulokowaniu w nim utworzonej 1 stycznia tego roku Akademii Budownictwa NRD (niem. Bauakademie der DDR). Plan odbudowy i restauracji budynku przygotował architekt Richard Paulick. 1 lipca 1952 roku magistrat przekazał działkę z budynkiem Akademii Budownictwa NRD, a niedługo później rozpoczęły się prace budowlane. 21 listopada 1953 roku na szczycie odbudowanego wówczas do stanu surowego budynku zawieszono wiechę. W 1954 roku magistrat nie przyznał kolejnych funduszy na realizację inwestycji, co spowodowało spowolnienie tempa prac budowlanych, zaś dwa lata później prace zostały ostatecznie wstrzymane.
W październiku 1958 roku Komitet Centralny SED, sprawującej władzę w NRD, ogłosił „konkurs pomysłów na socjalistyczne przekształcenie centrum miasta”, w którym zwyciężył projekt przewidujący zburzenie Schinkelsche Bauakademie i zbudowanie na jego miejscu nowej siedziby Ministerstwa Spraw Zagranicznych NRD. Plany rozbiórki budynku Akademii Budownictwa wywołały liczne protesty środowiska związanego z ochroną zabytków i opinii publicznej – zarówno w Niemczech Wschodnich, jak i Zachodnich. Na wschodzie zburzeniu budynku sprzeciwiali się niektórzy architekci wspierani przez Instytut Teorii i Historii Architektury Niemieckiej Akademii Budownictwa (niem. Institut für Theorie und Geschichte der Architektur in der Deutschen Bauakademie) oraz Instytut Historii Kultury Uniwersytetu Humboldtów (niem. Institut für Kulturgeschichte an der Humboldt-Universität), zaś na zachodzie liczne osobistości takie jak np. historyk sztuki Paul Ortwin Rave. 26 lutego 1960 roku zachodnioniemiecki architekt Max Taut napisał do prezesa Akademii Sztuk NRD (niem. Akademie der Künste der DDR) Ottona Nagla list, w którym stwierdził m.in., że „ten niezwykle interesujący i niezastąpiony z punktu widzenia historii architektury budynek musi zostać zachowany w swojej zewnętrznej formie, jako że jest starym dziełem Schinkla i zaskakująco stanowi odejście od neoklasycyzmu, a w swej wielkiej prostocie przewidział nasz obecny rozwój”.
Budynek Akademii Budownictwa ostatecznie został rozebrany w latach 1961–1962, a planowany nowy gmach MSZ NRD zbudowano w latach 1964–1967. Rozbiórkę budynku przeprowadzono na zasadzie „kawałek po kawałku”, odzyskując przy tym liczne elementy dekoracji rzeźbiarskiej fasad. Po zakończeniu prac rozbiórkowych elementy te trafiły do wielu magazynów i kolekcji, a około 300 z nich przekazano berlińskim muzeom podległym instytucji Staatliche Museen zu Berlin. Podczas rozbiórki odzyskano także znajdujący się z lewej strony Schinkelsche Bauakademie ozdobny portal wejściowy, który w latach 1969–1970 został umieszczony na fasadzie restauracji Schinkelklause, położonej w tylnej części pałacu Następców Tronu (niem. Kronprinzenpalais). Rozbiórka została dokładnie udokumentowana na serii zdjęć, wykonanych przez architekta i konserwatora zabytków Helmuta Maiera. Obecnie część tych zdjęć jest własnością Märkisches Museum, zaś pozostałe są przechowywane w placówkach Nationalgalerie.

#### Plany odbudowy Schinkelsche Bauakademie
Po zjednoczeniu Niemiec, w 1994 roku zostało założone Stowarzyszenie Akademii Budownictwa (niem. Förderverein Bauakademie), postulujące wierną rekonstrukcję budynku dawnej Akademii Budownictwa wraz z oryginalnym rozkładem i wystrojem wnętrz. Rok później przeprowadzono natomiast rozbiórkę budynku Ministerstwa Spraw Zagranicznych NRD. Podczas rozbiórki odkopano mury fundamentowe Schinkelsche Bauakademie. Zostały one wówczas przebadane przez Krajowy Urząd Zabytków w Berlinie (niem. Landesdenkmalamt Berlin), który zarejestrował je później jako Bodendenkmal (pol. „zabytek ziemny”) pod numerem 09010172. Dzięki wykopaliskom okazało się, że około 1/3 pierwotnego stanu piwnic południowo-zachodnich jest w bardzo dobrym stanie. W trakcie wykopalisk odzyskano 575 oryginalnych części gmachu, które następnie przekazano Muzeum Prehistorii i Wczesnej Historii (niem. Museum für Vor- und Frühgeschichte) podległemu Staatliche Museen zu Berlin, a także odkryto studnię starego magazynu znajdującego się w tym miejscu przed budynkiem Akademii Budownictwa.

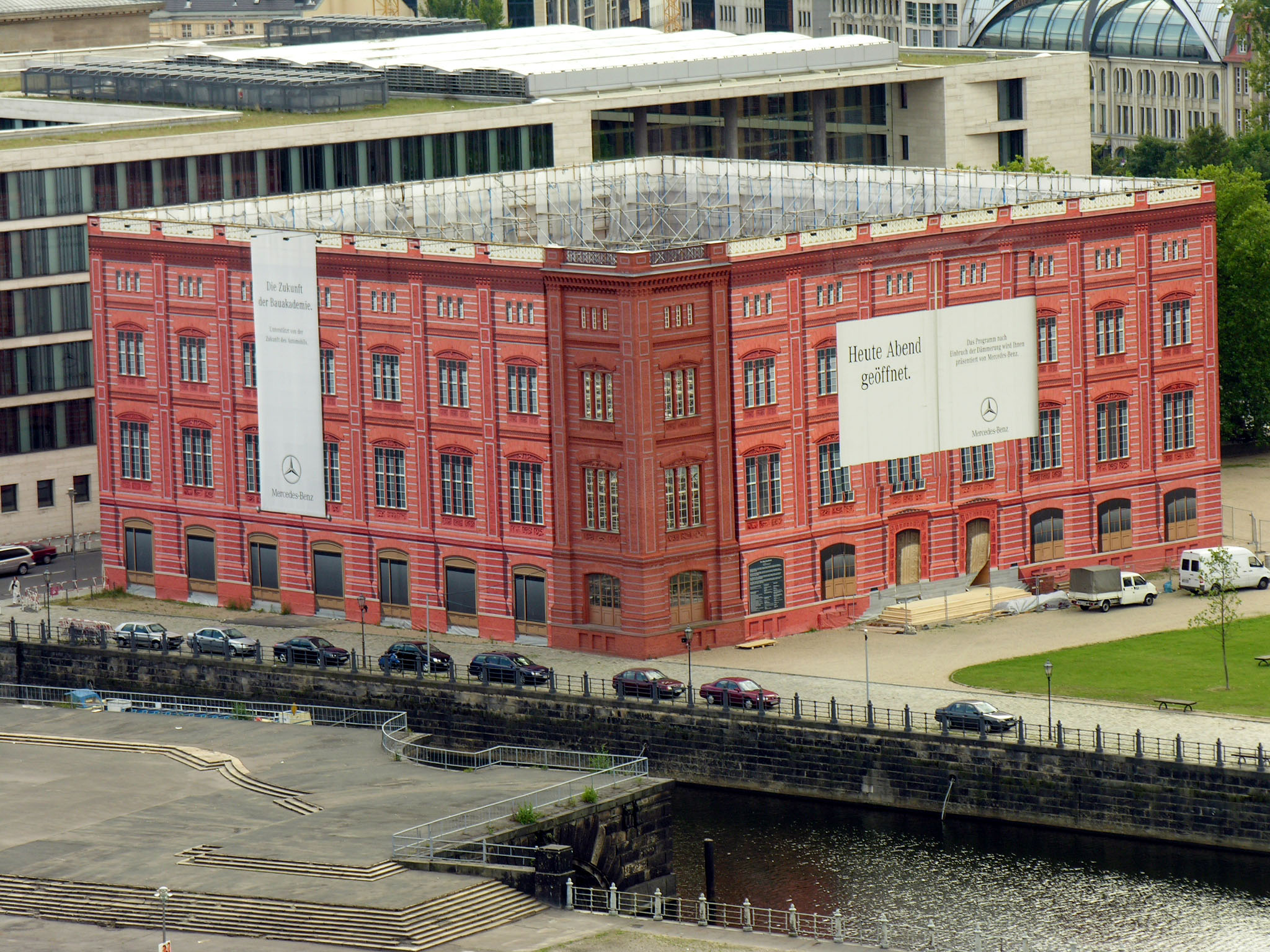
Zrekonstruowany narożnik i konstrukcja imitująca budynek akademii w 2005 roku

W latach 1999–2001 z inicjatywy Edukacyjnego Stowarzyszenia Techniki Budowlanej (niem. Bildungsverein Bautechnik) został zrekonstruowany północno-wschodni narożnik fasady budynku w ramach zajęć dydaktycznych dla studentów kierunków związanych z budownictwem, architekturą i sztuką. 11 sierpnia 2004 roku do tego narożnika dostawiono wykonaną na zlecenie Międzynarodowego Zarejestrowanego Stowarzyszenia Akademii Budownictwa Berlin (niem. Internationale Bauakademie Berlin e. V.) metalową konstrukcję z zawieszonymi na niej dużymi płachtami z grafiką przedstawiającą fasady budynku Berliner Bauakademie. Konstrukcja ta, będąca atrapą oryginalnego gmachu miała za zadanie dawać wrażenie jego obecności w przestrzeni miejskiej. W jej wnętrzu zbudowano tzw. Rote Saal (pol. „Czerwona Sala”), przykładowe pomieszczenie wzorowane na dawnej, znajdującej się na pierwszym piętrze sali oryginalnego budynku.
Pierwotnie zakładano odbudowę budynku Berliner Bauakademie do 2006 roku, jednakże na przeszkodzie w realizacji tego celu stanęły duże problemy ze znalezieniem sponsorów mogących sfinansować prace budowlane. Zgodnie z ustaleniami Międzynarodowego Zarejestrowanego Stowarzyszenia Akademii Budownictwa Berlin odbudowa początkowo miała kosztować 50 milionów euro, jednak z czasem oszacowano, że koszty inwestycji mogą zamknąć się w przedziale 15–20 milionów euro. We wrześniu 2008 roku Berliński Fundusz Nieruchomości (niem. Liegenschaftsfonds Berlin) ogłosił ogólnoeuropejski przetarg na sprzedaż działki po budynku, którego warunki stanowiły, że składający ofertę był zobowiązany do wiernego zrekonstruowania gmachu i zawarcia bezpłatnej umowy najmu na około 75% powierzchni budynku z ustanowioną fundacją. Jednak w lutym 2010 roku przetarg został przerwany pomimo zgłoszenia się potencjalnych nabywców.
11 października 2016 roku Hermann Parzinger, prezes Fundacji Pruskiego Dziedzictwa Kultury (niem. Stiftung Preußischer Kulturbesitz), publicznie zaapelował, aby dołożyć wszelkich starań na rzecz odbudowy budynku akademii, proponując, żeby w odtworzonym gmachu urządzić muzeum architektury. W listopadzie tego roku Komisja Budżetowa Bundestagu zdecydowała o przyznaniu 62 milionów euro dotacji na odbudowę Schinkelsche Bauakademie. Od lutego 2017 roku odbyły się zorganizowane pod kierownictwem Federalnej Fundacji Kultury Budowlanej (niem. Bundesstiftung Baukultur) trzy publiczne fora dialogowe, na których ponad 200 uczestników omówiło ewentualne wykorzystanie odbudowanego gmachu. Ogłoszono również międzynarodowy konkurs programowy na adaptację budynku, w którym przewidziano nagrody o wartości od 17 do 80 tysięcy euro. Rozpoczęcie prac związanych z rekonstrukcją Schinkelsche Bauakademie było planowane na 2020 lub 2021 rok.
W 2018 roku odbył się konkurs na przywrócenie budynku Berliner Bauakademie pod hasłem So viel Schinkel wie möglich (pol. „Tak dużo Schinkla jak to możliwe”). Jego celem nie było jednak poszukiwanie projektu architektonicznego, a jedynie propozycji programu przestrzennego i instytucjonalnego. W konkursie tym wzięło udział 78 grup roboczych oraz biur z Niemiec i zagranicy. Zakończył się on bez oczywistego wyniku - jury nominowało pięć prac do zwycięstwa. 31 stycznia 2019 roku Bundestag powołał Federalną Fundację Akademii Budownictwa (niem. Bundesstiftung Bauakademie) oraz wybrał członków nadzorującej ją rady głosami wszystkich partii politycznych z wyjątkiem Lewicy, która wstrzymała się od głosu. Fundacja ta miała działać jako organizacja wspierająca odbudowę budynku Berliner Bauakademie. Ponadto na początku 2019 roku planowano ogłoszenie decydującego konkursu architektonicznego, który miał dostarczyć informacji na temat tego, czy odbudować budynek na podstawie modelu historycznego, czy jako nowoczesną interpretację oryginału, jednak po upływie roku dokładnej daty rozpoczęcia konkursu nie podano do publicznej wiadomości.
10 grudnia 2019 roku do Berlińskiego Sądu Pracy (niem. Arbeitsgericht Berlin) wpłynął tzw. pozew o ochronę konkurencji przeciwko wybranemu w listopadzie 2019 roku na stanowisko dyrektora Federalnej Fundacji Akademii Budownictwa politykowi SPD i parlamentarnemu sekretarzowi stanu w Ministerstwie Środowiska, Florianowi Pronoldowi. Autorami pozwu byli profesor architektury oraz architekt, którzy przegrali procedurę wyboru na stanowisko dyrektora fundacji. Pozew został przez nich uzasadniony zbyt niskimi kwalifikacjami zawodowymi Pronolda w stosunku do wymagań, jakie stawiało ogłoszenie dotyczące wyboru dyrektora. Pozew uniemożliwił Pronoldowi objęcie ważnego stanowiska, które do czasu wydania decyzji przez sąd formalnie pozostawało nieobsadzone. Ostatecznie Berliński Sąd Pracy wstrzymał procedurę wyboru. 11 marca 2021 roku Ministerstwo Budownictwa ogłosiło, że nowym dyrektorem Federalnej Fundacji Akademii Budownictwa będzie Guido Spars, profesor architektury z Wuppertalu. Spars na zorganizowanej 20 października 2021 roku w Berlinie konferencji powiedział, że odbudowany budynek Akademii Budownictwa „powinien pokazywać to, co jest obecnie innowacyjnie możliwe, a jednocześnie zawierać jak najwięcej Schinkla”. Dodał także, że pozyska międzynarodowych ekspertów do think tanku, który ma za zadanie zapewnić współpracę między ekonomią a specjalistami, wypracować przyszłe tematy i połączyć wiedzę, a ponadto podkreślił, że chciałby, aby w budynku powstała „Akademia akademii” (Akademie der Akademien), w której spotykać się będą zrzeszenia, instytucje badawcze, szkoły wyższe i eksperci. Zespół fundacji początkowo miał liczyć 13 członków, a do jej dyspozycji oddano roczny budżet w wysokości 1,5 miliona euro.
Na początku 2020 roku zdjęto z konstrukcji imitującej budynek Berliner Bauakademie płachty z grafiką przedstawiającą jego fasady, co było podyktowane ich zużyciem. Rozpoczęto także demontaż metalowych rusztowań, na których płachty były zawieszone. W okresie od kwietnia do lipca 2021 roku na terenie po budynku trwały wykopaliska archeologiczne, w ramach których na powierzchni 350 m² odsłonięto mury fundamentowe w południowo-zachodniej części terenu, której nie objęła późniejsza budowa siedziby MSZ NRD. Odkryto wówczas około 800 znalezisk, wśród których były m.in. oryginalne cegły z fasad gmachu i ornamenty przedstawiające greckie bóstwa.
W okresie od 28 czerwca do 5 lipca 2022 roku instytut badania opinii publicznej Forsa przeprowadził na zlecenie trzech miejskich stowarzyszeń ogólnokrajową ankietę, z której wynikało, że 67% obywateli Niemiec popiera planowaną odbudowę Schinkelsche Bauakademie z odtworzeniem historycznych fasad, 19% woli żeby odbudowany budynek miał nowoczesną elewację, z kolei 14% nie ma na ten temat zdania. W tej samej ankiecie zadano także pytanie o to, czy zaplanowany w ramach realizacji odbudowy konkurs architektoniczny powinien zawierać warunek odtworzenia oryginalnych fasad. 66% ankietowanych odpowiedziało, że taki warunek byłby dobry, około 24% uznało przeciwnie, a 11% nie miało wyrobionego zdania.